# Challenge Tour 1 2019 (snooker)
Il Challenge Tour 1 è il primo evento Challenge Tour della stagione 2019-2020 di snooker che si è disputato il 31 agosto e il 1º settembre 2019 a Norimberga in Germania.

## Montepremi
- Vincitore : £2.000
- Finalista : £1.000
- Semifinalisti : £700
- Quarti di Finale : £500
- Sedicesimi di Finale : £200
- Trentaduesimi di Finale : £125

## Tabellone delle qualificazioni
Le Qualificazioni si sono tenute il 31 agosto 2019 sempre a Norimberga.
| Giocatore        | Giocatore         | Risultato       |
| ---------------- | ----------------- | --------------- |
| Sean O'Sullivan  | Oliver Brown      | 1 - 3           |
| Dave Finbow      | Sybren Sokolowski | 3 - 1           |
| Shuaib Safiullah | Rolf Mahr         | 0 - 3 (Forfait) |

## Fase a eliminazione diretta[2]
| Sessantaquattresimi di Finale | Trentaduesimi di Finale | Sedicesimi di Finale   | Quarti di Finale       | Semifinali             | Finale                 |
| ----------------------------- | ----------------------- | ---------------------- | ---------------------- | ---------------------- | ---------------------- |
| Al meglio dei 5 frames        | Al meglio dei 5 frames  | Al meglio dei 5 frames | Al meglio dei 5 frames | Al meglio dei 5 frames | Al meglio dei 5 frames |

| Giocatore              | Giocatore            | Risultato |
| ---------------------- | -------------------- | --------- |
| Conor McCormack        | Luke Pinches         | 1 - 3     |
| Liam Davies            | Gary Thompson        | 3 - 2     |
| Keishin Kamihashi      | Sydney Wilson        | 1 - 3     |
| Ian Preece             | Paul Davison         | 3 - 1     |
| Callum Lloyd           | Aaron Hill           | 0 - 3     |
| Lewis Gillen           | Oliver Brown         | 0 - 3     |
| Joshua Cooper          | Ryan Davies          | 0 - 3     |
| Fergal Quinn           | Sean King            | 3 - 1     |
| George Pragnall        | Jamie Curtis-Barrett | 2 - 3     |
| Tyler Rees             | Dean Young           | 3 - 1     |
| Ben Mertens            | Robbie McGuigan      | 1 - 3     |
| Peter Devlin           | Saqib Nasir          | 3 - 1     |
| Andrew Doherty         | Andy Marriott        | 1 - 3     |
| Zsolt Fenyvesi         | Jamie McArdle        | 3 - 1     |
| Alex Millington        | Andreas Ploner       | 3 - 2     |
| Cristopher Keogan      | Jakob Pfeifer        | 3 - 0     |
| Patrick Whelan         | Rolf Mahr            | 3 - 0     |
| Matthew Glasby         | Eric Pei             | 3 - 0     |
| Sean Maddocks          | Garry Coulson        | 3 - 0     |
| Fabian Haken           | Rory McLeod          | 0 - 3     |
| Daniel Womersley       | Alex Taubman         | 3 - 0     |
| Dylan Emery            | Andrew Pagett        | 2 - 3     |
| Sanderson Lam          | Ka Wai Cheung        | 1 - 3     |
| Ross Bulman            | Steven Hallworth     | 1 - 3     |
| Aaron Busuttil         | Stuart Watson        | 1 - 3     |
| Manasawin Phetmalaikul | Dave Finbow          | 3 - 2     |
| Kuldesh Johal          | Florian Nüßle        | 2 - 3     |
| Daniel Schneider       | Ronan Whyte          | 0 - 3     |
| Tony Corrigan          | Zak Surety           | 1 - 3     |
| Ashley Hugill          | Daniel Holoyda       | 3 - 0     |
| Lukas Kleckers         | Andres Petrov        | 3 - 1     |

| Giocatore         | Giocatore              | Risultato |
| ----------------- | ---------------------- | --------- |
| Ian Preece        | Sydney Wilson          | 3 - 0     |
| Luke Pinches      | Liam Davies            | 3 - 1     |
| Robbie McGuigan   | Peter Devlin           | 3 - 1     |
| Oliver Brown      | Aaron Hill             | 3 - 2     |
| Tyler Rees        | Jamie Curtis-Barrett   | 3 - 0     |
| Andrew Pagett     | Stuart Watson          | 3 - 0     |
| Ryan Davies       | Fergal Quinn           | 3 - 2     |
| Cristopher Keogan | Andy Marriott          | 3 - 1     |
| Zak Surety        | Manasawin Phetmalaikul | 3 - 1     |
| Steven Hallworth  | Ashley Hugill          | 3 - 0     |
| Michael Collumb   | Daniel Womersley       | 3 - 2     |
| Zsolt Fenyvesi    | Alex Millington        | 3 - 2     |
| Patrick Whelan    | Matthew Glasby         | 3 - 2     |
| Lukas Kleckers    | Florian Nüßle          | 3 - 1     |
| Sean Maddocks     | Rory McLeod            | 3 - 1     |
| Ka Wai Cheung     | Ronan Whyte            | 3 - 0     |

| Giocatore         | Giocatore        | Risultato |
| ----------------- | ---------------- | --------- |
| Oliver Brown      | Ryan Davies      | 3 - 0     |
| Robbie McGuigan   | Tyler Rees       | 3 - 1     |
| Ian Preece        | Luke Pinches     | 3 - 0     |
| Zak Surety        | Steven Hallworth | 3 - 0     |
| Cristopher Keogan | Zsolt Fenyvesi   | 3 - 2     |
| Andrew Pagett     | Sean Maddocks    | 3 - 0     |
| Ka Wai Cheung     | Lukas Kleckers   | 3 - 1     |
| Patrick Whelan    | Michael Collumb  | 3 - 2     |

| Giocatore         | Giocatore       | Risultato |
| ----------------- | --------------- | --------- |
| Ka Wai Cheung     | Zak Surety      | 3 - 2     |
| Oliver Brown      | Ian Preece      | 3 - 2     |
| Patrick Whelan    | Andrew Pagett   | 3 - 1     |
| Cristopher Keogan | Robbie McGuigan | 3 - 2     |

| Giocatore      | Giocatore         | Risultato |
| -------------- | ----------------- | --------- |
| Oliver Brown   | Cristopher Keogan | 3 - 2     |
| Patrick Whelan | Ka Wai Cheung     | 0 - 3     |

| FINALE Ballroom Nürnberg, Norimberga, Germania, 1º settembre 2019 ARBITRO: | FINALE Ballroom Nürnberg, Norimberga, Germania, 1º settembre 2019 ARBITRO: | FINALE Ballroom Nürnberg, Norimberga, Germania, 1º settembre 2019 ARBITRO: |
| Ka Wai Cheung                                                              | 3 - 1                                                                      | Oliver Brown                                                               |
| -------------------------------------------------------------------------- | -------------------------------------------------------------------------- | -------------------------------------------------------------------------- |
| SESSIONE UNICA:                                                            |                                                                            |                                                                            |
| MIGLIOR BREAK: CENTURY BREAKS:                                             |                                                                            | MIGLIOR BREAK: CENTURY BREAKS:                                             |
| Ka Wai Cheung vince il Challenge Tour 1 2019                               |                                                                            |                                                                            |

### Statistiche
In queste statistiche sono indicati solo i giocatori che hanno partecipato alla Fase a Eliminazione Diretta. Quelli che hanno partecipato a Qualificazioni e Fase a Eliminazione Diretta vengono classificati con entrambi i risultati.
| Giocatore              | Numero di frames vinti |
| ---------------------- | ---------------------- |
| Oliver Brown           | 19                     |
| Ka Wai Cheung          | 18                     |
| Cristopher Keogan      | 14                     |
| Patrick Whelan         | 12                     |
| Ian Preece             | 11                     |
| Robbie McGuigan        | 11                     |
| Zak Surety             | 11                     |
| Andrew Pagett          | 10                     |
| Tyler Rees             | 7                      |
| Lukas Kleckers         | 7                      |
| Luke Pinches           | 6                      |
| Ryan Davies            | 6                      |
| Sean Maddocks          | 6                      |
| Steven Hallworth       | 6                      |
| Dave Finbow            | 5                      |
| Aaron Hill             | 5                      |
| Fergal Quinn           | 5                      |
| Zsolt Fenyvesi         | 5                      |
| Alex Millington        | 5                      |
| Matthew Glasby         | 5                      |
| Michael Collumb        | 5                      |
| Daniel Womersley       | 5                      |
| Liam Davies            | 4                      |
| Peter Devlin           | 4                      |
| Andy Marriott          | 4                      |
| Rory McLeod            | 4                      |
| Manasawin Phetmalaikul | 4                      |
| Florian Nüßle          | 4                      |
| Sydney Wilson          | 3                      |
| Jamie Curtis-Barrett   | 3                      |
| Stuart Watson          | 3                      |
| Ashley Hugill          | 3                      |
| Ronan Whyte            | 3                      |
| Gary Thompson          | 2                      |
| George Pragnall        | 2                      |
| Andreas Ploner         | 2                      |
| Dylan Emery            | 2                      |
| Kuldesh Johal          | 2                      |
| Conor McCormack        | 1                      |
| Keishin Kamihashi      | 1                      |
| Paul Davison           | 1                      |
| Sean King              | 1                      |
| Dean Young             | 1                      |
| Ben Mertens            | 1                      |
| Saqib Nasir            | 1                      |
| Andrew Doherty         | 1                      |
| Jamie McArdle          | 1                      |
| Aaron Busuttil         | 1                      |
| Tony Corrigan          | 1                      |
| Ross Bulman            | 1                      |
| Andres Petrov          | 1                      |
| Sanderson Lam          | 1                      |

### Century Breaks (4)[3]
| N° | Giocatore              | Century Breaks | Miglior Break |
| -- | ---------------------- | -------------- | ------------- |
| 1  | Zak Surety             | 1              | 119           |
| =  | Manasawin Phetmalaikul | 1              | 114           |
| =  | Lukas Kleckers         | 1              | 114           |
| =  | Dave Finbow            | 1              | 102           |